# IEC 61131-3
IEC 61131-3 – trzecia część międzynarodowej normy IEC 61131, opisująca graficzne i tekstowe języki programowania dla sterowników PLC. Pierwsza edycja normy została opublikowana przez Międzynarodową Komisję Elektrotechniczną w roku 1993, aktualna (trzecia) - w roku 2013.
Norma definiuje następujące języki programowania:
| ang.                            | niem.                          | pol.                       | Typ       | Opis |
| Ladder diagram (LD)             | Kontaktplan (KOP)              | Schemat Drabinkowy         | Graficzny | Programy są przedstawiane jako schematy elektryczne z przekaźnikami. |
| Function Block Diagram (FBD)    | Funktionsbausteinsprache (FBS) | Schemat Bloków Funkcyjnych | Graficzny | Programy są przedstawiane jako połączenie bloków funkcyjnych, zadających zależność między wejściami a wyjściami.                                                                |
| Sequential Function Chart (SFC) | Ablaufsprache (AS)             | Sekwencyjna Karta Funkcji  | Mieszany  | Programy są przedstawiane w postaci, podobnej do diagramów stanów. SFC bazuje na formalizmie sieci Petriego i pozwala opisywać zarówno sekwencyjne, jak i równoległe algorytmy. |
| Structured Text (ST)            | Strukturierter Text (ST)       | Tekst Strukturalny         | Tekstowy  | Język wysokiego poziomu, oparty na języku Pascal. |
| Instruction List (IL)           | Anweisungsliste (AWL)          | Lista Instrukcji           | Tekstowy  | Język niskiego poziomu, przypominający język asemblera. |

Norma przewiduje możliwość łączenia w ramach jednego projektu podprogramów, napisanych w różnych językach; na przykład, akcje, przypisane do kroków SFC, mogą być przedstawione w języku ST lub IL.
Większość środowisk programistycznych dla przemysłowych sterowników pozwala na wykorzystanie wszystkich lub niektórych z języków, zdefiniowanych w normie IEC 61131-3 (między innymi, CoDeSys, ISaGRAF, SIMATIC STEP 7).